# W.J. Brender à Brandis

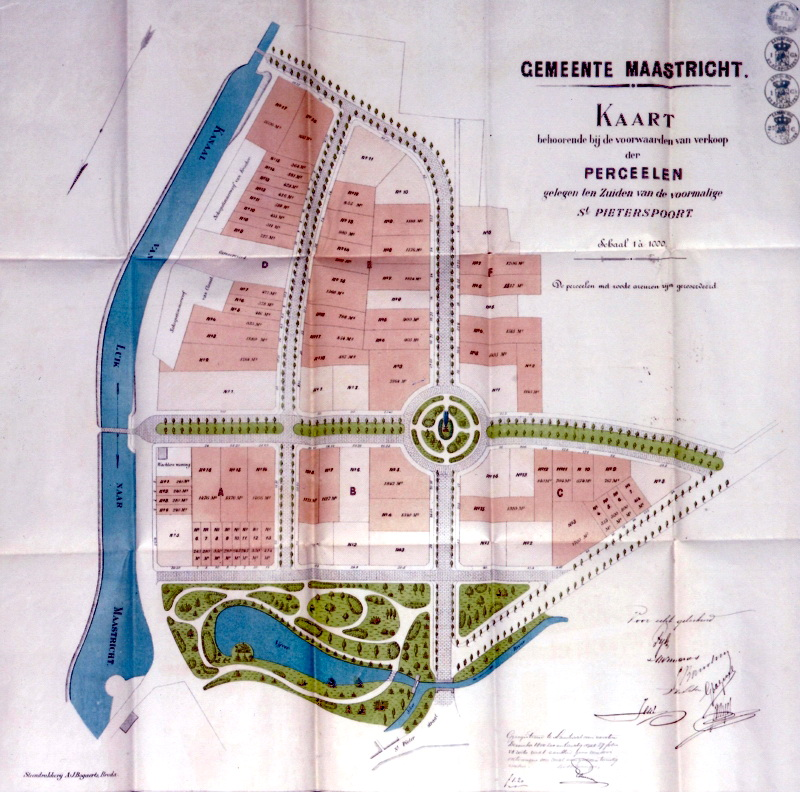
Ontwerp Villapark Maastricht, 1886

Willem Jean Brender à Brandis (Pernambuco, Brazilië, 13 september 1845, Den Haag, 7 mei 1929), was een Nederlands ingenieur en stadsarchitect van Maastricht.
Na zijn studie in Delft was Brender à Brandis werkzaam bij diverse spoorwegmaatschappijen in Nederland, Duitsland en Oostenrijk. Daarna werd hij directeur van het Britse gasbedrijf Imperial Continental Gas Association te Rotterdam. Dit bedrijf bouwde en exploiteerde gasfabrieken in diverse steden in Nederland.
In 1876 werd hij stadsbouwmeester en directeur van de gasfabriek in Maastricht. In die hoedanigheid was hij betrokken bij de aanleg van de waterleiding in Maastricht (1886-1887). Samen met de Luikse architect Julien Rémont ontwierp hij in 1877 het entreegebouw van de stadsschouwburg in Maastricht, de Bonbonnière. Ook het Stedelijk Gymnasium (1886) in Maastricht was van zijn hand. Het werd in 1969 gesloopt voor de bouw van het winkelcentrum Entre Deux.
In 1878 presenteerde hij het 'Plan van Uitleg' voor de ring van voormalige vestingwerken in Nijmegen. Tussen het Hunnerpark in het noordoosten en het Kronenburgerpark in het zuidwesten ontwierp hij een halve ring van twee parallel lopende boulevards met halverwege een groot rond plein, het Keizer Karelplein. Voor het ontwerp van dit plein nam hij de Place de l'Etoile in Parijs tot voorbeeld. Het plan werd in aangepaste versie uitgevoerd.
Van 1882-1886 ontwierp Brender à Brandis de uitbreidingsplannen voor de Stationsbuurt en het Villapark in Maastricht. Het eerste plan is geïnspireerd op Franse en Belgische voorbeelden, met brede straten en statige herenhuizen; het tweede plan bestaat uit een brede singel, een (grotendeels verdwenen) 'rond-point' en rustige lanen met deels vrijstaande villa's. Sommige van die villa's waren door Brender à Brandis ontworpen.
- Virtual International Authority File: 3586153834749064450003